# Château de Pierre-Perthuis
Le château de Pierre-Perthuis est un château situé à Pierre-Perthuis, en France.

## Localisation
Le château est situé dans le département français de l'Yonne, au finage de Pierre-Perthuis, dans le Morvan.

## Description

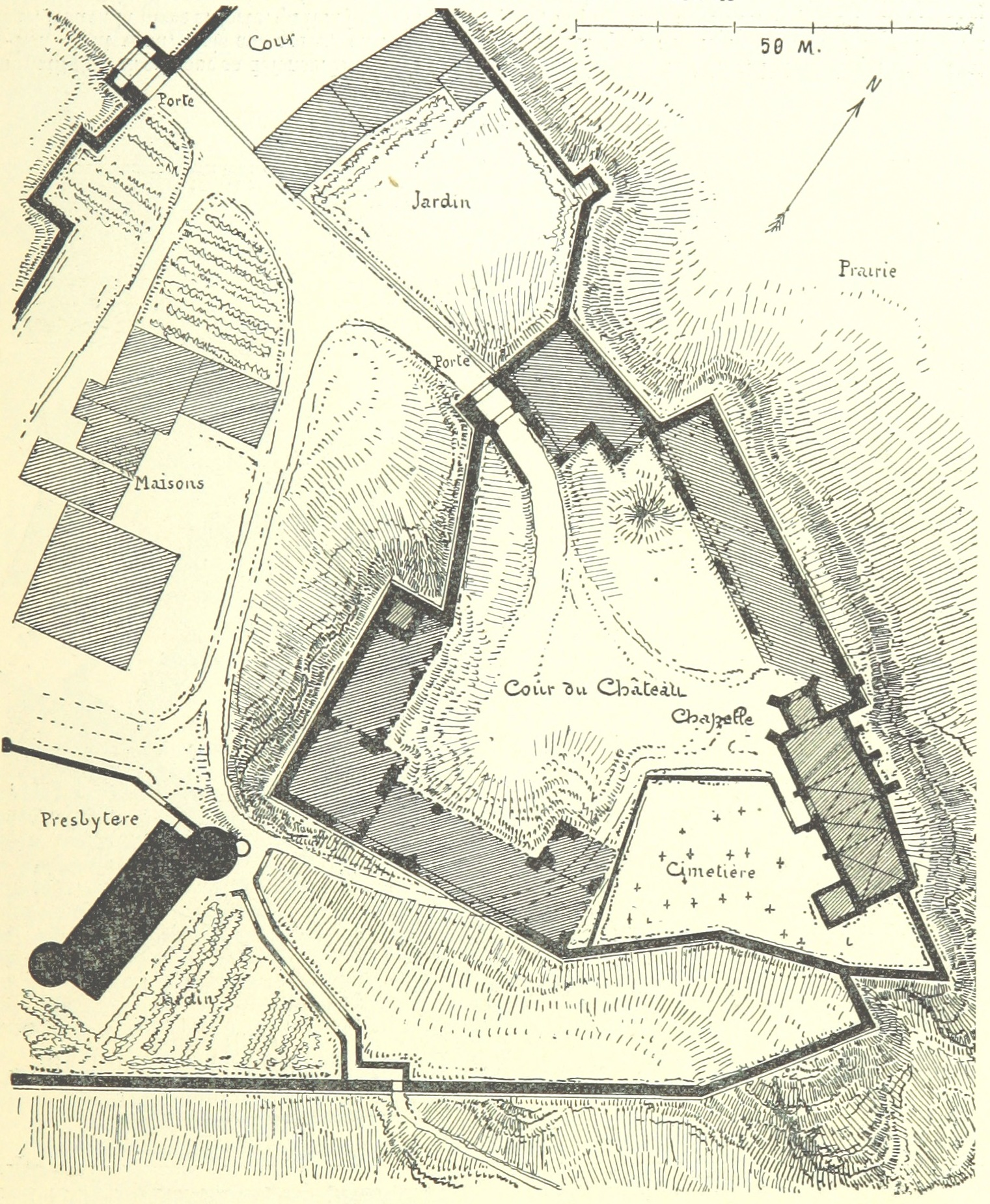
Plan

## Historique
L'ancien château, appelé jadis le Fort de Pierre-Perthuise, était entouré de murailles et d'une double ceinture de fossés qui en rendaient l'accès redoutable. Il ne reste plus que la poterne dont la voûte est partiellement détruite, quelques souterrains à proximité de l'église qui se situait à l'origine à l'intérieur des remparts et servait alors de chapelle castrale, ainsi qu'une tour hexagonale à l'extrémité Nord de la seconde enceinte, dominant la Cure de 30 m et d'où partait le rempart rejoignant la poterne dont il reste environ 5 m de long à deux mètres de haut. Cette tour a été démolie à 8m de haut en même temps que le château à la fin des Guerres de Religion et recouverte en lave probablement par Vauban et recouverte à l'identique récemment. Dans la propriété à l'intérieur de la seconde enceinte, il reste, outre la tour sus-mentionnée, un logis antérieur à la destruction de la forteresse.
Hugues de Flavigny dit qu'il fut bâti par Rotmond, qui fut évêque d'Autun de 928 à 968, et donné par lui avec diverses terres de l'église à ses fils et filles, ce qui montre que ce prélat fut marié avant son épiscopat.
Baudiau nous dit : « le roi Philippe-Auguste se rendant à Vézelay en 1180, passa après au château de Pierre-Perthuis et y tint une assise où il condamna Gérard de Vienne à la restitution pour les vols sacrilèges qu'il avait commis dans les églises et monastères. La charte dressée en ces circonstances se terminait par ses mots : Datum Petrœ Pertusi, in palatio nostro »
Le château fut assiégé et pris en 1430 par les troupes du Dauphin en guerre avec le duc de Bourgogne, Philippe III le Bon, allié du roi d'Angleterre. Il y laissa une petite garnison. En 1433 le duc de Bourgogne vint l'assiéger mais trouva la place imprenable. Ses troupes l'attaquèrent pourtant avec fureur et prenaient le lendemain la première enceinte nommée Le Boulevard. Les assiégés enfermés dans le donjon capitulèrent et durent rendre tous les prisonniers faits auparavant.
La poterne est inscrite au titre des monuments historiques en 1971.